# L'isola del tonal
L'isola del Tonal è il quarto libro dello scrittore peruviano Carlos Castaneda, pubblicato come opera di saggistica da Simon & Schuster nel 1974. Originariamente intitolato Storie di potere, descrive l'ulteriore cammino  compiuto dall'autore nel discepolato presso gli stregoni don Juan e don Genaro, conclusosi con la sua definitiva separazione da quest'ultimi nelle pagine conclusive del libro.

## Contenuto
Nella prima parte l'autore racconta come fosse tornato da don Juan nell'autunno del 1971, presso il quale era chiamato ad un appuntamento col «sapere», che gli si sarebbe manifestato in forma di una farfalla notturna, una sorta di metafora per indicare un alleato, cioè un aiutante spirituale in attesa di congiungersi a lui e integrare il suo personale potere.
La situazione di Castaneda era tale che egli non poteva ancora compiere azioni di potere, ma neppure ritornare alla sua familiare e rassicurante normalità, sicché al momento non gli restava che stare ad ascoltare le storie di potere di don Juan e dell'amico di questi, don Genaro, entrambi dotati della capacità di vedere, ossia di percepire l'autentica realtà di oggetti o persone, e di sognare, cioè di manipolare attivamente i propri sogni.
Don Genaro poteva sognare a tal punto da riuscire a comparire ed agire a distanza tramite il suo doppio. Egli raccontò in particolare di avere alle volte sognato sé stesso, il proprio doppio, mentre dormiva, scoprendo che è quest'ultimo in realtà a sognare l'Io.
Perché anche Castaneda imparasse il vedere degli stregoni, era necessario che egli cominciasse a fermare il dialogo interno della sua mente. L'obiettivo degli insegnamenti di don Juan era fare di lui un guerriero senza macchia, perché solo in tal modo, ripulitosi dal superfluo, sarebbe potuto approdare alla «totalità di sé stesso», una condizione in cui si sia arrivati a sospendere la consueta descrizione e interpretazione del mondo.
In uno dei suoi esercizi, Castaneda ebbe la visione interiore di diversi suoi conoscenti simili all'immagine di un fungo, sotto lo stimolo della polvere dorata in cui si tramutava il suono della farfalla.

### Iltonale ilnagual

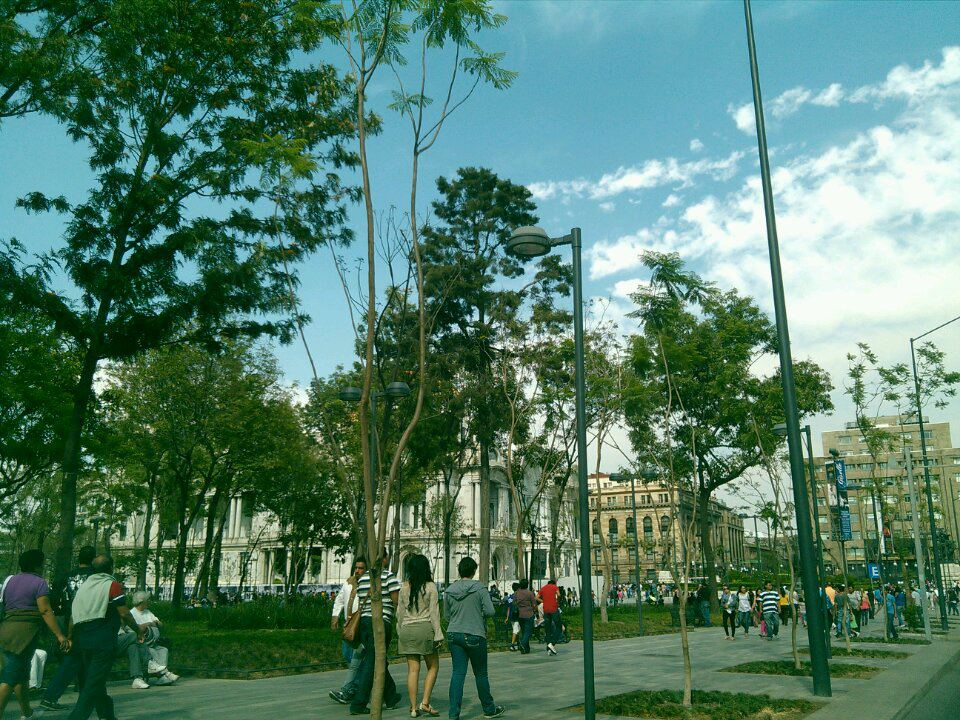
Parco Alameda a Città del Messico

Un pomeriggio a Città del Messico Castaneda s'imbatté quasi casualmente in don Juan, che si era vestito come un distinto signore messicano per poter meglio introdurre il suo discepolo ad una spiegazione di primaria importanza: quella del tonal e del nagual, che gli espose nella sala di un ristorante.
Il tonal è quel che conferisce al mondo una sua organizzazione unitaria, mettendo ordine nel caos delle percezioni, assegnando loro un nome. Esso consiste in tutto ciò che sappiamo: inizia con la nascita, e la sua fine determina la morte. In confronto al nagual, per il quale invece non esiste alcuna descrizione né denominazione possibile, il tonal rappresenta un'isola, come la superficie dei tavoli del ristorante: concetti come la mente, l'anima, i pensieri, e persino Dio, sono tutti elementi che si trovano esclusivamente su quest'isola circondata dal nagual.
Un neonato è soltanto nagual, ma crescendo sviluppa il tonal che offusca a poco a poco quel potere iniziale, e da semplice protettore qual era della sua persona, diventa un tiranno. Il tonal così finisce sempre più per dominare, pur essendo al contempo assai vulnerabile. Il nagual, al contrario, non affiora quasi mai, ma quando il suo mistero irrompe improvvisamente nel tonal, rischia spesso di terrorizzarlo e annientarlo.
Obiettivo degli stregoni non è eliminare il tonal, ma anzi tutelarlo ed evitare che spadroneggi per lasciar emergere il nagual. Entrambi compongono insieme la totalità della persona: il primo sostiene il mondo con la ragione, il secondo con la volontà. 
(Don Juan)
I giorni seguenti a Città del Messico don Juan mostrò a Castaneda il diverso tonal delle persone che incontravano, quello di alcuni più debole o addirittura misero, di altri invece più perfetto ed in armonia tra i loro giudizi ed azioni.
Prima di lasciare Città del Messico, infine, Castaneda ebbe un'esperienza di «restringimento» del tonal e sopravvento del nagual quando venne spintonato dal suo maestro, e in un istante si ritrovò trasportato da un ufficio delle aviolinee ad un mercato distante circa un chilometro, senza sapere come. Per riprendersi dallo shock andò a sedersi a Parco Alameda.
Tornato in seguito sulle montagne presso casa di don Genaro, Castaneda ricevette da costui alcune dimostrazioni di quanto sia potente il nagual, assistendo ad azioni impossibili dal punto di vista del tonal, percependole al centro della volontà nel proprio stomaco. 
Don Juan rivelò allora al suo discepolo che don Genaro era il suo vero benefattore, perché questi si era incaricato di impersonare il suo nagual: in quanto apprendista Castaneda aveva quindi, da un lato, un insegnante che ne perfezionasse il tonal convincendolo con le parole, cioè lo stesso don Juan; e l'altro che lavorasse invece col suo nagual attraverso le azioni.
Don Genaro, viceversa, aveva altri due apprendisti, Nestor e Pablito, con i quali lavorava sul tonal mentre don Juan era il loro nagual.
Egli spiegò che gli assalti del nagual potevano essere mortali se prima non si ripulisca con cura la propria isola del tonal da tutto il superfluo: questo significava per un guerriero diventare senza macchia. Il tonal è in sé un'unità, senza cui si impazzirebbe, ma che pure dev'essere spezzata, per poter «liberare le ali della percezione»: a tal fine, in un'altra delle sue esibizioni, don Genaro divise momentaneamente in due Castaneda, sussurrandogli il nagual in un orecchio mentre don Juan gli sussurrava nell'altro.

### La spiegazione degli stregoni
Dopo aver assistito ad altre testimonianze del nagual, l'ultima delle quali in compagnia di Palito e Nestor, Castaneda ebbe accumulato sufficiente potere personale per riuscire ad apprendere la «spiegazione degli stregoni», ossia il modo in cui costoro fanno luce sui misteri del mondo, che la comune ragione umana tenta invece di decifrare con le proprie idee preconcette. 
Per introdurlo a questa spiegazione don Juan aveva dovuto ripetutamente colpire la consueta immagine della realtà che il suo discepolo si era fatta, svelando di essere ricorso a una serie di inganni per distrarre la sua attenzione e indurlo a interrompere il «dialogo interno» della sua mente. Tutti i compiti assurdi che gli aveva imposto fino allora erano stati dei falsi obiettivi per insegnargli l'«agire per agire», non finalizzato ad una ricompensa. Anche le piante psicotrope usate da Castaneda anni prima erano servite solo come diversivo, e così gli ammonimenti sul rischio di morire durante le prove da lui superate, affinché usasse la morte come consigliera per una condotta impeccabile.

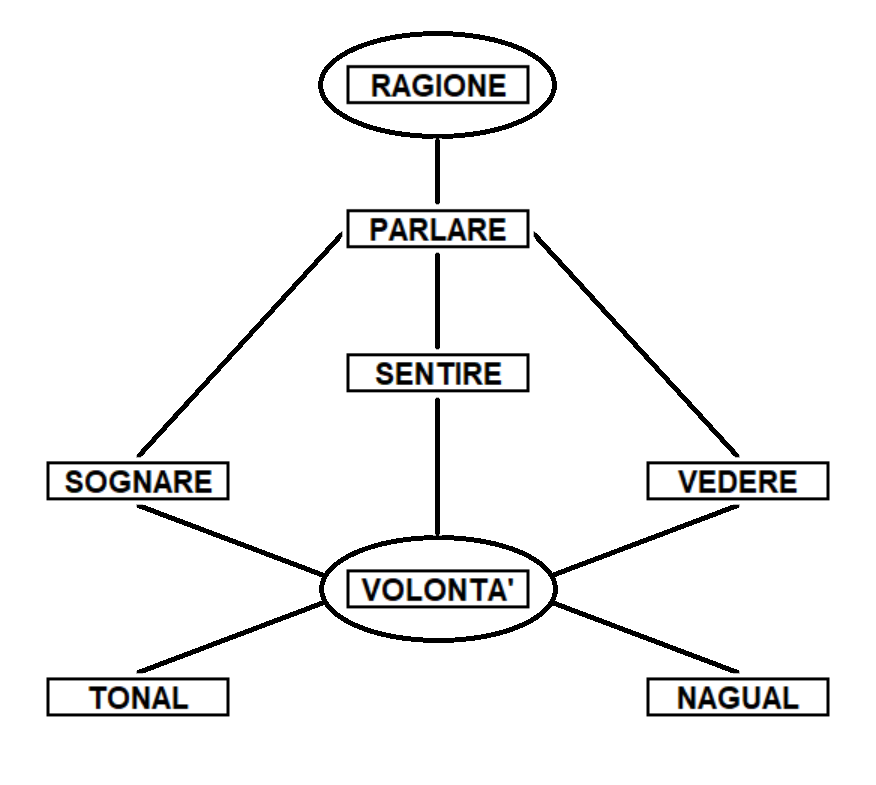
Gli otto centri che compongono la totalità dell'essere umano e il modo in cui sono collegati, secondo la spiegazione degli stregoni: la ragione corrisponde alla testa, ed è collegata solo per via indiretta alla volontà, corrispondente al ventre.

Saturando il tonal di Castaneda con i suoi trucchi, don Juan lo aveva dirottato così verso l'unico obiettivo che conta, il vivere da guerrieri, per poter approdare infine alla totalità di sé stessi. A questa si giunge aprendo la bolla di percezione in cui ognuno è immerso: al momento della nascita, infatti, la descrizione del mondo forma una bolla che racchiude progressivamente l'essere umano dentro di sé. Compito dell'insegnante è riordinare tutto l'insieme delle percezioni del suo apprendista sul lato destro della bolla, quello della ragione, perché il benefattore possa poi aprirla dalla parte opposta, e l'immagine del mondo diventi dominio della volontà. 
Mutare e ripulire la propria isola del tonal da elementi come l'autocommiserazione, la collera ecc., è perciò fondamentale, per riuscire a calarsi nel nagual senza perdere completamente il controllo. Il nagual è l'ignoto del quale nulla si può dire, ma si può solo esserne testimoni. 
Venne quindi il momento per Castaneda di aprire le ali della percezione e sperimentare l'apertura della propria bolla: don Juan e don Genaro lo condussero insieme a Pablito sull'orlo di un dirupo, nel quale venne fatto precipitare, rimbalzando più volte dal nagual al tonal: entrando nel primo si sentiva frantumarsi e dissolversi, fluttuando tra le impressioni più diversificate, nel secondo ritrovava un'unità e una coerenza percettiva, avvertendo come la sua stessa identità non fosse altro che un grappolo di sensazioni tenute insieme dalla «colla» della vita.
Il giorno seguente don Juan gli rivelò l'ultima parte del segreto degli stregoni, ovvero l'illusione che il tonal costituisse un nucleo di spiegazioni a cui la ragione potesse aggrapparsi, quando in realtà esso riflette soltanto un ordine ignoto, così come ignoto è il nagual: entrambi fanno parte degli otto punti che compongono la totalità dell'essere luminoso chiamato uomo.
Poi Castaneda dovette congedarsi per sempre dai suoi maestri: lui e Pablito si lanciarono da soli nell'ignoto, dalla cima di una montagna nella Sierra Madre, senza che don Juan e don Genaro li avrebbero più richiamati indietro, mentre Nestor fungeva da «testimone».
Erano soli come lo è nella sua solitudine il guerriero, che conosce la tristezza dell'abbandono ma non vi indulge, essendo la sua vita ricolma dell'amore per il mondo.

## Edizioni
- Carlos Castaneda, Tales of Power, New York, Simon & Schuster, 1974.
- Carlos Castaneda, L'isola del Tonal. Il sapere degli stregoni, il corpo e la mente (1975), introduzione e traduzione italiana a cura di Furio Jesi, Milano, BUR Rizzoli, 1994 ISBN 9788858628362.